# Infoanarquismo
Infoanarquismo es un término amplio utilizado para describir a varios grupos de personas que se oponen a las formas de propiedad intelectual, incluyendo el copyright y las patentes. El término fue acuñado por Jennifer J. Schenker en un artículo de la revista Time acerca de Ian Clarke, conocido como diseñador e importante impulsor de Freenet, llamado The Infoanarchist (el infoanarquista) en julio de 2000.
Los infoanarquistas son una parte del amplio conflicto social sobre el copyright entre algunos desarrolladores complacidos con las cosas tal como son y los individuos que desean  barreras mucho más flexibes y relajadas sobre la información (véase: copyleft, warez). Así también se incluyen en su práctica la autonomía del usuario, y el federalismo aplicado a la organización de la redes informáticas de comunicación. Muchos infoanarquistas utilizan redes par a par anónimas, como Freenet, Entropy, Tor o I2P,[cita requerida] para ayudar a proteger su anonimato. Estas redes anónimas crean dificultad para los observadores, o a cualquier usuario medio, para determinar cuál es el tráfico que va a través de la red.